# Еммануель Стокбрукс
Еммануель Стокбрукс (фр. Emmanuel Stockbroekx, нар. 23 грудня 1993) — бельгійський хокеїст на траві, срібний призер Олімпійських ігор 2016 року.

## Виступи на Олімпіадах
| Олімпіада           | Дисципліна     | Місце |
| ------------------- | -------------- | ----- |
| Ріо-де-Жанейро 2016 | хокей на траві | 2     |

## Зовнішні посилання
- Еммануель Стокбрукс — олімпійська статистика на сайті Sports-Reference.com (англ.) (архівна версія)